# Pineland (Teksas)
Pineland – miasto w Stanach Zjednoczonych, w stanie Teksas, w hrabstwie Sabine.